# Københavns Astronomiske Forening
Københavns Astronomiske Forening (KAF) er en dansk forening for alle der interesserer sig for astronomi. Foreningens arbejdsområde er alle former for amatørastronomi. Foreningen blev stiftet i 1978, og har sit hjemsted i København. Møder holdes i Rundetårn og på Kroppedal Museum. Foreningen har ca. 160 medlemmer.

## Ekstern henvisning
- Foreningens hjemmeside
- Rundetårn
- Kroppedal Museum